# Гольдшмит, Жан
Жан Гольдшмит (люкс. Jean Goldschmit; род. 20 февраля 1924 в Ваймерскирхе, Люксембург — ум. 14 февраля 1994 в городе Люксембург, Люксембург) — люксембургский шоссейный и циклокроссовый велогонщик. Двукратный чемпион Люксембурга на шоссе (1947, 1950) и в циклокроссе (1946, 1947). Победитель двух этапов на Тур де Франс.

## Достижения

### Велошоссе
1945
1-й  Тур Люксембурга
1-й Этап 1
1946
5-й Тур Люксембурга
1-й Этап 3
8-й Вуэльта Каталонии
1947
1-й  Чемпионат Люксембурга
9-й Тур Романдии
5-й Тур Люксембурга
1-й Этап 1
1948
1-й  Тур Люксембурга
1-й Этап 3
2-й Тур Романдии
1-й Этап 1b
2-й Тур Нидерландов
9-й Тур Швейцарии
1-й Этап 3а
1949
7-й Тур Романдии
8-й Тур де Франс
1-й Этап 14
1950
1-й  Чемпионат Люксембурга
2-й Тур Швейцарии
1-й Этап 1
10-й Тур де Франс
1-й Этап 1
1951
1-й Этапы 3 & 8 Тур Швейцарии
8-й Тур Люксембурга
1952
1-й Этап 8 Тур Марокко
2-й Тур Люксембурга
1-й Этапы 2 & 4
6-й Тур Швейцарии
1-й Этап 4

### Велокросс
1946
1-й  Чемпионат Люксембурга
1947
1-й  Чемпионат Люксембурга

## Статистика выступлений

### Гранд-туры
| Гонка           | 1947 | 1948 | 1949 | 1950 | 1951 | 1952 | 1953 |
| --------------- | ---- | ---- | ---- | ---- | ---- | ---- | ---- |
| Джиро д'Италия  | —    | —    | 49   | 40   | —    | —    | —    |
| Тур де Франс    | 20   | —    | 8    | 10   | НФ   | 16   | НФ   |
| Вуэльта Испании | —    | —    | —    | —    | —    | —    | —    |

| —  | Не участвовал  |
| НФ | Не финишировал |